# Valentyn Vasyanovych
Valentyn Vasyanovych (nascido em 1971) é um director de cinema ucraniano.
O seu filme Black Level de 2017 foi seleccionado como a apresentação ucraniana para Melhor Filme Estrangeiro na 90ª Premiação do Oscar, mas não foi indicado.
O seu filme de 2019, Atlantis, foi seleccionado como o representante da Ucrânia para a Melhor Longa-Metragem Internacional na 93ª Premiação do Oscar.